# Javier Casquero
Francisco Javier Casquero Paredes (Talavera de la Reina, 11 marzo 1976) è un ex calciatore spagnolo, di ruolo centrocampista.